# Flamanski Brabant
Flamanski Brabant (nizozemski: Vlaams-Brabant, francuski: Brabant flamand) je pokrajina u Flamanskoj regiji u Belgiji. Graniči s pokrajinama Antwerpen, Limburg, Liège, Valonski Brabant, Hainaut i Istočna Flandrija.
Flamanski Brabant u potpunosti okružuje Regiju glavnoga grada Bruxellesa. Ova pokrajina upravno je podijeljena na dva okruga (arondismana) koja se sastoje od ukupno 65 općina.
Pokrajina Flamanski Brabant stvorena je 1995. godine, podjelom bivše pokrajine Brabant na tri dijela: pokrajine Flamanski Brabant i Valonski Brabant, te Briselsku regiju koja više nije pripadala ni jednoj pokrajini.
Kao i u ostatku Flandrije službeni jezik u Flamanskom Brabantu je nizozemski, ali unutar pokrajine postoji nekoliko tzv. općina s jezičnim olakšicama, gdje se koristi i francuski jezik.

## Općine
Flamanski Brabant sastoji se od 65 općina: 35 u okrugu Halle-Vilvoorde i 30 u okrugu Leuven.
| Okrug Halle-Vilvoorde : | Okrug Leuven : |
| - Affligem - Asse - Beersel - Bever - Dilbeek - Drogenbos - Galmaarden - Gooik - Grimbergen - Halle - Herne - Hoeilaart - Kampenhout - Kapelle-op-den-Bos - Kraainem - Lennik - Liedekerke - Linkebeek - Londerzeel - Machelen - Meise - Merchtem - Opwijk - Overijse - Pepingen - Roosdaal - Sint-Genesius-Rode - Sint-Pieters-Leeuw - Steenokkerzeel - Ternat - Vilvoorde - Wemmel - Wezembeek-Oppem - Zaventem - Zemst | - Aarschot - Begijnendijk - Bekkevoort - Bertem - Bierbeek - Boortmeerbeek - Boutersem - Diest - Geetbets - Glabbeek - Haacht - Herent - Hoegaarden - Holsbeek - Huldenberg - Keerbergen - Kortenaken - Kortenberg - Landen - Leuven - Linter - Lubbeek - Oud-Heverlee - Rotselaar - Scherpenheuvel-Zichem - Tervuren - Tielt-Winge - Tienen - Tremelo - Zoutleeuw |

## Stanovništvo
| Okrug         | 2003.     | 2004.     | 2005.     | 2006.     |
| ------------- | --------- | --------- | --------- | --------- |
| Hal-Vilvorde  | 566 884   | 570 896   | 574 184   | 578 227   |
| Leuven        | 461 947   | 463 175   | 466 077   | 469 399   |
| Uk. pokrajina | 1 028 831 | 1 034 071 | 1 040 261 | 1 047 626 |

Izvor: Nacionalni institut za statistiku.

## Vanjske poveznice
- (nizoz.)(fr.)(njem.)(engl.) Službena stranica pokrajine Flamanski Brabant  Arhivirana inačica izvorne stranice od 9. kolovoza 2006. (Wayback Machine)